# UNOGIL
De United Nations Observation Group in Lebanon (UNOGIL), of Waarnemersgroep van de Verenigde Naties in Libanon in het Nederlands, was een vredesoperatie in Libanon werd mogelijk gemaakt door de resolutie 128 van 11 juni 1958 van de Veiligheidsraad van de Verenigde Naties. De waarnemers controleerden het wapenembargo rond Libanon.
Op 9 december 1958 liep het mandaat af.
De gedetacheerde militairen kwamen in aanmerking voor de Herinneringsmedaille VN-Vredesoperaties.

## Medaille
De secretaris-generaal van de Verenigde Naties stichtte geen Medaille voor Vredesmissies van de Verenigde Naties voor de deelnemers. In plaats daarvan krijgen de deelnemers de United Nations Medal. Deze medaille wordt aan militairen en politieagenten verleend.
Militairen en politieagenten uit Afghanistan, Argentinië, Birma, Canada, Ceylon, Chili, Denemarken, Ecuador, Finland, India, Indonesië, Ierland, Italië, Nepal, Nederland, Nieuw-Zeeland, Noorwegen, Peru, Portugal en Thailand maakten deel uit van UNOGIL.